# Ceryx pleurostictoides
Ceryx pleurostictoides là một loài bướm đêm thuộc phân họ Arctiinae, họ Erebidae.